# Westerend (Waadhoeke)
Westerend (Fries Westerein) is een buurtschap in de gemeente Waadhoeke, in de Nederlandse provincie Friesland. Westerend ligt direct ten westen van Welsrijp aan de straat Westerein.
In 2024 waren er 22 adressen in Westerend. Bij de volkstelling van 1840 omvatte het 12 huizen en 69 inwoners.

## Geschiedenis
De buurtschap is ontstaan aan de westkant van Welsrijp. Aan de andere kant is later de buurtschap Oosterend ontstaan. Zowel Westerend als Oosterend staan in het dorpswapen van Welsrijp, weergegeven door de beide zilveren randen.
De plaats werd onder andere vermeld als Westeyndt in 1543 en als Westerend vanaf 1700.
Een pand uit 1883 aan de Westerein 17 was vanaf 1898 in gebruik als een Vrije Baptistenkerk. De kerk werd het Terpstrakerkje genoemd. In 1970 sloot de kerk en werd het omgebouwd tot een woning.
Aan de Westerein 20 staat een kop-hals-rompboerderij uit 1870. De boerderij is een rijksmonument. Aan de Westerein 5 staat een zogenaamde krimpenboerderij met een onderkelderd voorhuis uit ongeveer 1875, al zegt het kadaster 1900.
Steden, dorpen en gehuchten: Achlum · Baijum · Beetgum · Beetgumermolen · Berlikum · Blessum · Boer · Boksum · Deinum · Dongjum · Dronrijp · Engelum · Firdgum · Franeker · Herbaijum · Hitzum · Klooster-Lidlum · Marssum · Menaldum · Minnertsga · Nij Altoenae · Oosterbierum · Oudebildtzijl · Peins · Pietersbierum · Ried · Ritsumazijl · Schalsum · Schingen · Sexbierum · Sint Annaparochie · Sint Jacobiparochie · Slappeterp · Spannum · Tzum · Tzummarum · Vrouwenparochie · Welsrijp · Westhoek · Wier · Winsum · Zweins

Buurtschappen: Arkens · Bonkwerd · Dijkshoek · Doijum · Fatum · Hatsum · Het Hooghout · Kie · Kiesterzijl · Kingmatille · Klooster Anjum · Koehool · Laakwerd · Lutjelollum · Miedum · Nieuwebildtzijl · Oosterend · Oosthoek · Rewerd (deels) · Roptazijl (deels) · Salverd · Schildum · Sopsum · Stad Niks · Tolsum · Tritzum · Tjeppenboer · Vrouwbuurtstermolen (deels) ·  Weakens · Westerend · Zwarte Haan

Voormalige buurtschappen:Barrum · De Kampen · De Poelen · De Vlaren · Dijksterhuizen · Franjumerburen · Holprijp · Koum · Langwerd · Teetlum · Memerd · War 

Friesland: Steden en dorpen      Nederland: Provincies · Gemeenten